# جنوب لندن
جنوب لندن (بالإنجليزية: South London)‏ هو الجزء الجنوبي من لندن، إنجلترا، جنوب نهر التمز.